# Parafia Matki Bożej Królowej Polski w Świdnikach
Parafia Matki Bożej Królowej Polski w Świdnikach – parafia rzymskokatolicka znajdująca się w dekanacie Grabowiec, w diecezji zamojsko-lubaczowskiej. 
Parafia erygowana została 24 stycznia 1978.
Do parafii należą wierni z następujących miejscowości: Czartoria, Rogów, Świdniki i Żuków.
Liczba mieszkańców: 1000. 